# Ballet de la nuit

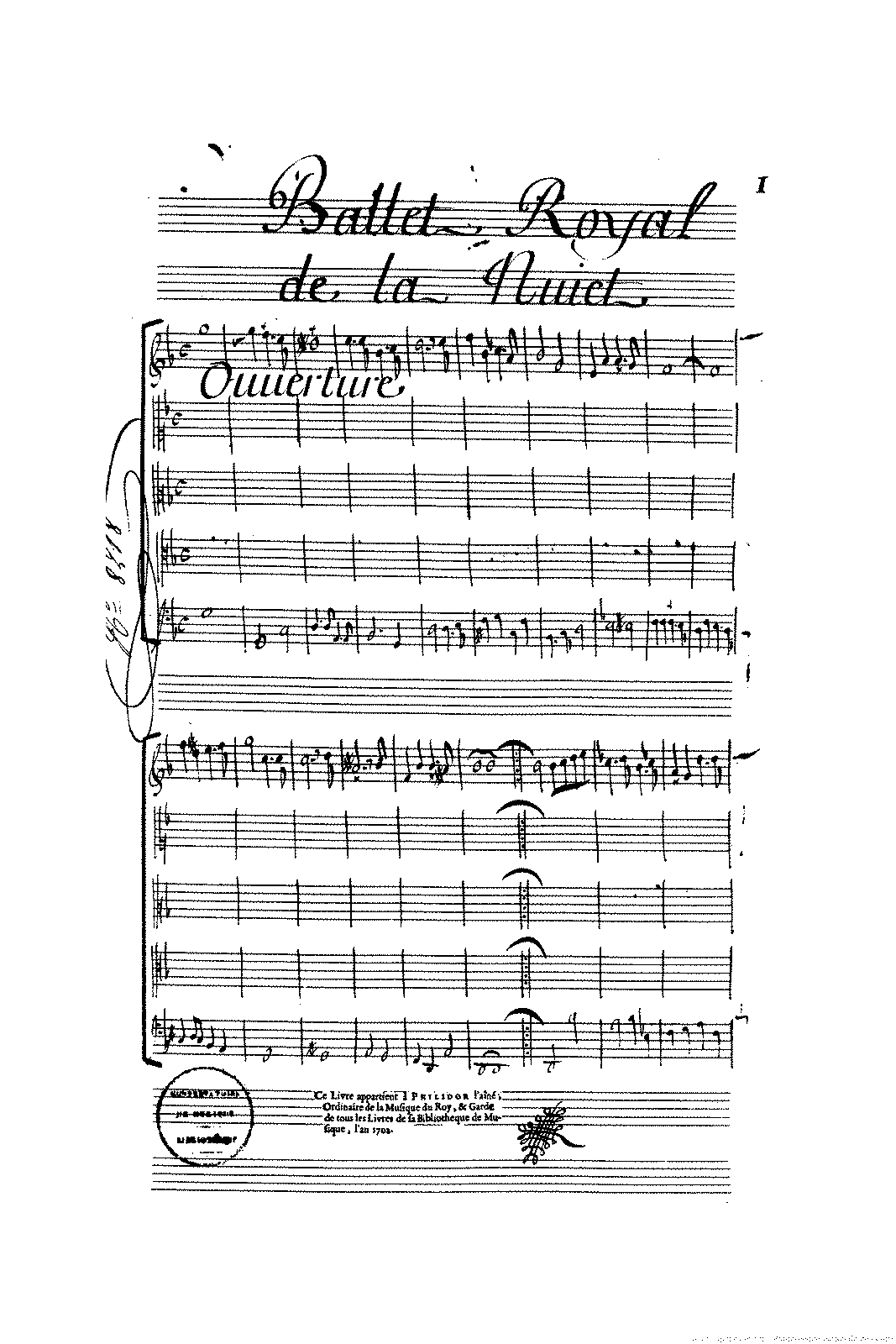
Ballet de la Nuit, Partitur

 Das Ballet de la nuit ist ein höfisches Ballettspektakel in vier Teilen. Es wurde am 23. Februar 1653 im Salle du Petit Bourbon in Paris uraufgeführt. Weitere Vorstellungen fanden zwischen dem 25. Februar und dem 16. März 1653 statt. Die Musik komponierten Louis de Mollier und Michel Mazuel. Eventuell war auch Jean-Baptiste Lully beteiligt. Das Libretto schrieb Isaac de Benserade. Die Bühnenbilder entwarf Giacomo Torelli, die Kostüme stammten aller Wahrscheinlichkeit nach von Henri Gissey. Wer als Choreograf und Regisseur tätig war, ist unbekannt.

## Inhalt
Grundsatzthema des Ballets de la nuit ist das Wechselspiel zwischen Nacht und Sonnenlicht. Mit der Nacht brechen Dunkelheit, Wirrnisse und Gefahr herein. Erst die aufgehende Sonne stellt wieder Ordnung und Harmonie her. In allen vier Teilen treten zahlreiche allegorische Figuren auf.
Erster Teil: Die Nacht bricht an und verdrängt die Sonne. Ihre Dunkelheit wirkt sich auf Flora, Fauna und auf die Menschen aus. Neben Bürgern, Händlern, Schafhirten, Mädchen und Soldaten zeigen sich Bettler und Krüppel. Auch Diebe und Banditen sind zugegen. Es kommt zu mancherlei Diebstählen und Handgreiflichkeiten.
Zweiter Teil: Die drei Parzen, die Allegorie der Traurigkeit und die Allegorie des Alters begleiten die Wirren und Gefahren der Nacht. Aber Venus steigt vom Himmel herab und unterbricht das Geschehen. Sie widmet sich dem Spiel, dem Lachen, der Jungfräulichkeit und dem antiken Gott Komos: dem Gott der Festlichkeiten und der Ausgelassenheit. Zeitgleich wird in einem großen Festsaal ein Ball vorbereitet. Tanz und Unterhaltung beginnen. Auch ein Ballett namens „Hochzeit der Thetis“ gelangt zur Aufführung.
Dritter Teil: Der Mond und Sterne treten auf. Die antiken Astrologen Ptolemäus und Zarathustra beobachten die Gestirne, einigen Bauern flößen die Phänomene der Nacht Angst ein. Sechs Korybanten bieten Trommelrhythmen und Tanz, ehe Hexen, Dämonen, Zauberer und Werwölfe die Szene bevölkern: Es entfaltet sich ein exzessiver Hexensabbat. Drei Neugierige wollen sich nähern, doch plötzlich löst sich die unheimliche Szene auf.
Vierter Teil: Die Elemente Feuer, Wasser, Luft und Erde zeigen sich. Je nach menschlichem Temperament – cholerisch, melancholisch, phlegmatisch oder sanguinisch – regen sie zu unterschiedlichen Träumen an. Schließlich begrüßen Schmiedehandwerker den Morgen. Aurora, die Morgenröte, kündigt den Sonnenaufgang an. Die Sonne erscheint, der neue Tag bricht an.

## Rollen und Tänzer
Das Ballet de la nuit ist nicht mit heutigen Theatervorstellungen und dem klassischen Gegenüber von Zuschauern und professionellen Tänzern zu vergleichen. Es gelangte im Rahmen der höfischen Festkultur, als Ballet de cour zur Aufführung. Alle Rollen wurden von Angehörigen des französischen Hochadels übernommen. Auch König Ludwig XIV. interpretierte mehrere Parts. Er war unter anderem als Allegorie des Spiels (als Partner der Venus im zweiten Teil), als neugieriger Beobachter des Hexensabbats im dritten Teil und in den Traumszenen des vierten Teils zu sehen. Vor allem aber verkörperte er die wichtige Partie der Sonne. Sein Beiname „Sonnenkönig“ geht auf seinen Auftritt im Ballet de la nuit zurück.
Alle Rollen wurden von Männern getanzt. Weibliche Figuren wie Venus oder Aurora gerieten zu Rollen „en travestie“. Zwar traten bereits in den Fünfzigerjahren des 17. Jahrhunderts einige wenige Frauen im höfischen Ballett auf. Aber erst in den kommenden Dekaden konnten sich Tänzerinnen verstärkt behaupten. Auch die Professionalisierung des Tanzes und zunehmende tänzerische Virtuosität setzten erst einige Jahre nach den Aufführungen des Ballets de la nuit ein. Zwar erhielten Ludwig XIV. und alle anderen aristokratischen Laientänzer adäquaten Unterricht. Als Tanzmeister der königlichen Familie waren unter anderem die Spezialisten François Galland du Désert und Jean Renaud tätig. Doch erst im März 1661 rief man ein staatlich gefördertes Ausbildungsinstitut ins Leben. Damals eröffnete Ludwig XIV. die Académie royale de danse (heute: Ballet de l’Opéra de Paris). In der Folgezeit entstanden mehr und mehr choreografische Regeln: Die Balletttechnik wurde anspruchsvoller, höfische Laientänzer wurden von professionell geschulten Tänzern und Tänzerinnen abgelöst.

## Tanztechnik und kulturhistorischer Kontext

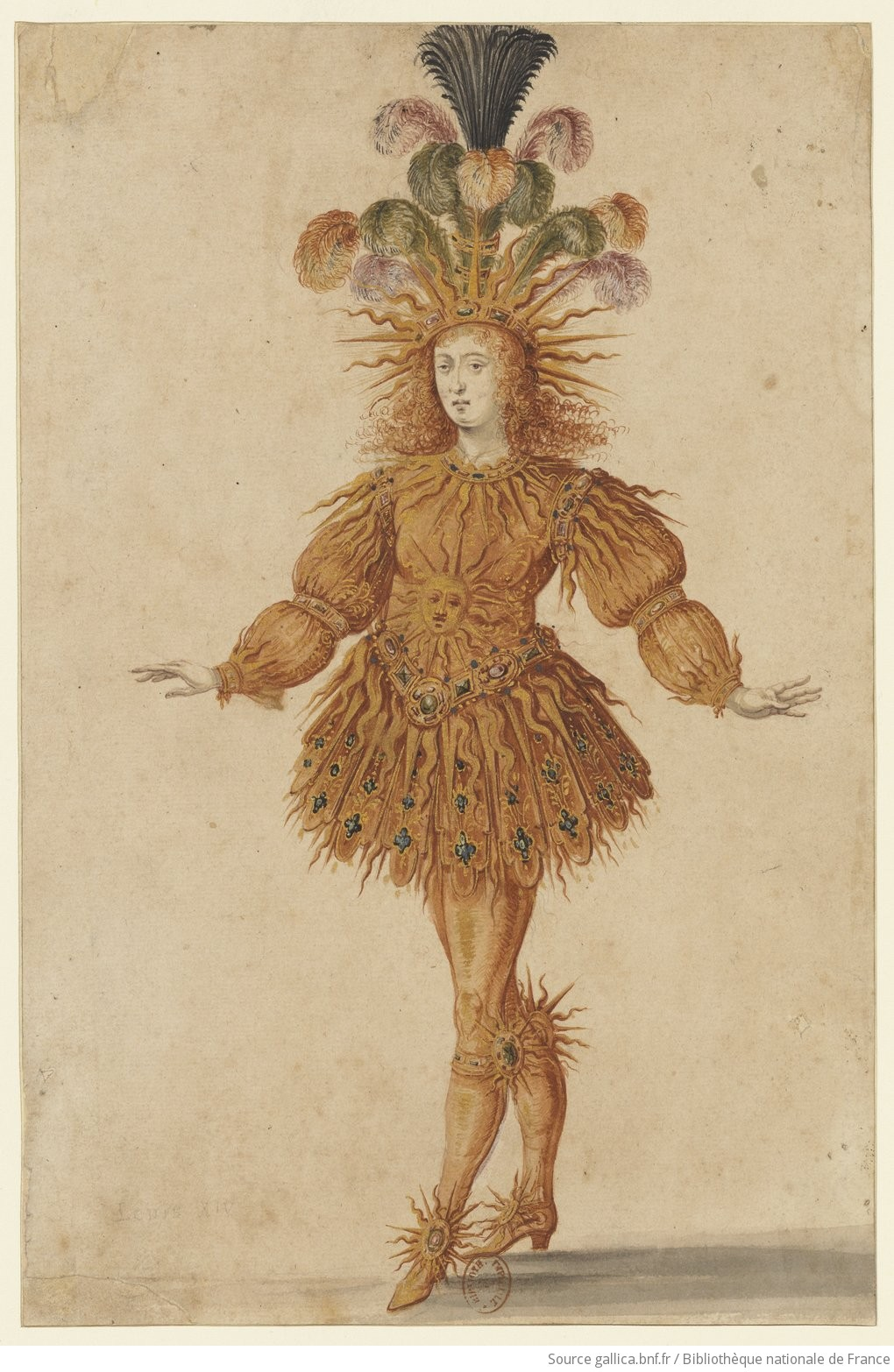
Ludwig XIV. als „Sonne“ im Ballet de la nuit

Noch zur Mitte des 17. Jahrhunderts standen weder kunstvoll choreografierte Bewegungen noch natürliche, authentische Tänzerkörper im Zentrum des Interesses. Vielmehr entfaltete sich das Ballet de la nuit als Gesamtkunstwerk aus Musik, Bühneneffekten, aufwendigen Dekorationen und opulenten Kostümen. Ludwig XIV. trug als Tänzer der Sonne Absatzschuhe, ein schweres Gewand mit Goldbesätzen und eine Perücke mit einem Strahlenkranz und hohen Federn. In solchen Kostümen waren keine virtuosen Schrittfolgen, Pirouetten oder gar Sprünge möglich. Tänzer wurden durch Hubpodien und sonstige Maschinerien auf die Bühne geschoben. Weiterhin orientierte sich ihre Positionierung im Raum an geometrischen Mustern: Sie ordneten sich in präzisen Geraden, Diagonalen, Dreiecken, Vierecken oder Kreisen an. Sofern Ludwig XIV. an der Choreografie beteiligt war, dienten Tänze und Gruppenformationen dazu, den König im Mittelpunkt des Geschehens zu präsentieren.
Das Ballet de la nuit besaß ebenso wie andere Ballets de cour politische Dimensionen. Ludwig XIV. legte seiner späteren Regentschaft ein ausgeklügeltes Propaganda-Konzept zugrunde. Unter anderem durch Gemälde, Skulpturen, literarische Texte und Theateraufführungen ließ er sich als glanzvoller und unfehlbarer Herrscher in Szene setzen. Er demonstrierte ganz Europa seine absolutistische Größe, sicherte seine Macht jedoch auch innenpolitisch. Ludwig XIV. beeindruckte seine Untertanen und wies den Höflingen und den Angehörigen des Hochadels ihre angemessene Stellung im höfischen Kosmos zu. Er selbst stand im Zentrum, alle anderen positionierten sich in Bezug und in Abhängigkeit zu seiner Person. Bereits das Ballet de la nuit wurde zum Paradebeispiel einer solchen Imageproduktion. Nicht nur das Wechselspiel zwischen Ludwig XIV. und seinen Mittänzern, auch Inhalt und Dramaturgie zielten auf die Lobpreisung des Königs.

## Politischer Kontext
Die im Ballet de la nuit zur Schau gestellte Herrscherikonografie umfasste Charakteristika wie Überlegenheit, Autorität, Sicherheit und Pracht. Damit nahm das Ballett auf das innenpolitische Geschehen der jüngsten Vergangenheit Bezug. Anfang des Jahres 1653 hatten die königlichen Truppen die Fronde, die 1648 einsetzenden Erhebungen des französischen Hochadels gegen die Zentralgewalt der Krone, niedergeschlagen. Die Königsfamilie war während der Fronde-Aufstände ins Exil nach Saint Germain geflohen, der junge Ludwig XIV. wurde mit dem drohenden Verlust seiner Macht konfrontiert. Somit entfaltete sich das Ballet de la nuit als Sinnbild des siegreichen Königtums:
„Ludwigs Auftritt dient der Rückversicherung der eigenen Herrschaft und gerät zur selbstbewussten Kampfansage an Umstürzler jeglicher Couleur. Seine rechtmäßige Königswürde wird mit den Gleichnissen der Dunkelheit und des Sonnenlichts in aller Deutlichkeit zur Schau gestellt. Mit dem Tod Ludwigs XIII. ist die Nacht hereingebrochen und hat mit den Fronde-Unruhen Konflikte und Unsicherheiten geschürt. Erst Ludwig XIV. verheißt Frankreich eine glorreiche Zukunft. Mit seinem Erscheinen (…) gehen Glanz und Ordnung einher.“
Für die Zuschauer des Balletts blieb die Person Ludwigs XIV. stets zu erkennen. Die Figur der Sonne trat hinter den tanzenden König zurück: „Es ist in diesem Fall wichtiger, dass der König tanzt, als dass eine bestimmte Figur des Dramas auf der Bühne zu sehen ist.“ Im Rahmen dessen symbolisierte der Triumph der Sonne über die Nacht die feierliche Rückkehr des Königs, seiner Familie und seiner Minister nach Paris. Die Sonne stand darüber hinaus für Frieden und Wohlstand: Im König bündelten sich Harmonie, Souveränität und wohlwollende Fürsorge für das Volk. Damit schloss sich der Kreis zu den wesentlichen Zielen und Aufgaben der um Ludwig XIV. entstehenden Propagandamaschinerie.